# Budugumpa, Gangawati
Budugumpa là một làng thuộc tehsil Gangawati, huyện Koppal, bang Karnataka, Ấn Độ.